# Estibioclaudetita
La estibioclaudetita es la forma mineral de un óxido de arsénico y antimonio de composición AsSbO3. 
Se denomina así por ser el análogo de antimonio (stibium en latín) de la claudetita (As2O3). Fue aprobado como especie mineral por la IMA en 2007.

## Propiedades
La estibioclaudetita es un mineral transparente, incoloro o de color blanco, con brillo vítreo o adamantino.
Flexible, tiene dureza 2 en la escala de Mohs y densidad 5,01 g/cm³.
Cristaliza en el sistema monoclínico, clase prismática (2/m), y es miembro del grupo mineralógico de la claudetita.
Contiene un 50% de antimonio y un 31% de arsénico.

## Morfología y formación
La estibioclaudetita puede tener hábito laminar, en forma de hoja, o hábito prismático, formando finos prismas similares a los de la turmalina.
Este mineral óxido aparece asociado a estibinita.

## Yacimientos
La localidad tipo de la estibioclaudetita está en Tsumeb (Oshikoto, Namibia), en la mina homónima; esta explotación de Cu-Pb-Zn-Ag-Ge-Cd, reconocida a nivel mundial por su riqueza en minerales inusuales, fue descubierta y explotada desde 1907 hasta 1996.
Otros depósitos de este mineral están en las minas de Borgofranco d'Ivrea (Piamonte, Italia) así como en diversos vertederos de escoria, en su mayoría pequeños, en las proximidades de Maria Waitschach (Carintia, Austria).